# Kietczeniery
Kietczeniery (ros. Кетченеры) – wieś w Rosji, w Kałmucji, ośrodek administracyjny rejonu kietczenierowskiego. W 2010 liczyła 3908 mieszkańców.